# Fonction marginale
En mathématiques, et plus précisément en analyse convexe, la fonction marginale associée à une fonction de deux variables {\displaystyle (x,y)\mapsto \varphi (x,y)} est la fonction dont la valeur en {\displaystyle x} est obtenue en minimisant {\displaystyle \varphi (x,y)} en {\displaystyle y}. Dans certains contextes, elle est dénommée fonction valeur.
Cette fonction apparaît lorsqu'on étudie la perturbation de problème d'optimisation, dans la dualisation de problème d'optimisation, dans des techniques de construction de fonction comme l'inf-convolution, dans la définition de la régularisée de Moreau-Yosida, etc. Le concept est généralisé par l'inf-image sous une application linéaire.

## Définition
Soient {\displaystyle E} et {\displaystyle F} deux ensembles et {\displaystyle \varphi } une fonction de {\displaystyle E\times F} dans la droite réelle achevée {\displaystyle {\overline {\mathbb {R} }}=\mathbb {R} \cup \{-\infty ,+\infty \}}. La fonction marginale de {\displaystyle \varphi } est la fonction {\displaystyle f:E\to {\overline {\mathbb {R} }}} dont la valeur en {\displaystyle x\in E} est la borne inférieure dans {\displaystyle {\overline {\mathbb {R} }}} de l'ensemble image {\displaystyle \varphi (x,F)}, ce que l'on note :
{\displaystyle f(x)=\inf _{y\in F}\;\varphi (x,y).}

## Convexité
On suppose dans cette section que {\displaystyle E} et {\displaystyle F} sont des espaces vectoriels. On note {\displaystyle \operatorname {Conv} (E)} l'ensemble des fonctions convexes propres définies sur un espace vectoriel {\displaystyle E}.
Convexité d'une fonction marginale — Dans le cadre précisé ci-dessus :
- {\displaystyle f} est convexe, si {\displaystyle \varphi } est convexe,
- {\displaystyle f\in \operatorname {Conv} (E)}, si {\displaystyle \varphi \in \operatorname {Conv} (E\times F)} et si {\displaystyle f} ne prend pas la valeur {\displaystyle -\infty }.

La fonction marginale est une enveloppe inférieure de fonctions convexes {\displaystyle x\mapsto \varphi (x,y)}, paramétrées par {\displaystyle y\in F}. On pourrait donc, à juste titre, s'étonner de sa convexité. C'est évidemment la convexité conjointe sur {\displaystyle E\times F} qui permet d'avoir cette propriété.

## Sous-différentiel
On suppose ici que, dans la définition de la fonction marginale, {\displaystyle E} et {\displaystyle F} sont deux espaces euclidiens et {\displaystyle E\times F} est l'espace euclidien produit.
Le sous-différentiel de {\displaystyle f} dépend de celui de {\displaystyle \varphi } qui est supposé calculé pour ce produit scalaire.
Sous-différentiel d'une fonction marginale — Dans le cadre défini ci-dessus, supposons que {\displaystyle \varphi \in \operatorname {Conv} (E\times F)} et que sa fonction marginale {\displaystyle f\in \operatorname {Conv} (E)}. Si {\displaystyle x\in E} et {\displaystyle f(x)=\varphi (x,y)} (l'infimum est atteint en {\displaystyle y\in F}), alors
{\displaystyle \partial f(x)=\{s\mid (s,0)\in \partial \varphi (x,y)\}.}
Ce résultat appelle quelques remarques.
1. Il faut bien noter que, si la borne inférieure {\displaystyle \inf\{\varphi (x,y)\mid y\in F\}} est atteinte en plusieurs {\displaystyle y}, {\displaystyle \{s\mid (s,0)\in \partial \varphi (x,y)\}} ne dépend pas du minimiseur {\displaystyle y} choisi.
On a un autre éclairage sur cette indépendance par rapport à {\displaystyle y} en observant que {\displaystyle \varphi } est constante sur l'ensemble {\displaystyle M(x):=\{(x,y)\mid y{\text{ minimise }}\varphi (x,\cdot )\}}, si bien que {\displaystyle \partial \varphi } est aussi constant sur l'intérieur relatif de {\displaystyle M(x)}. Cependant, {\displaystyle \partial \varphi (x,y)} peut varier lorsque {\displaystyle (x,y)} passe de l'intérieur relatif de {\displaystyle M(x)} à son bord. C'est le cas de la fonction définie par {\displaystyle \varphi (x,y)=\max(0,|y|-1)}, dont la fonction marginale est nulle :

1. D'autre part, si {\displaystyle \varphi } est différentiable en {\displaystyle (x,y)}, où {\displaystyle y} est un minimiseur quelconque de {\displaystyle \varphi (x,\cdot )}, alors {\displaystyle f} est également différentiable en {\displaystyle x} (car son sous-différentiel est un singleton) et l'on a

C'est comme s'il y avait un minimiseur unique {\displaystyle y(x)}, fonction différentiable de {\displaystyle x}, que l'on écrivait {\displaystyle f(x)=\varphi (x,y(x))} et que l'on calculait {\displaystyle \nabla f(x)} par une dérivation en chaîne :

On retrouverait le résultat ci-dessus en observant que {\displaystyle \nabla _{y}\varphi (x,y)=0} car {\displaystyle y} minimise {\displaystyle \varphi (x,\cdot )}.
1. Le fait que {\displaystyle \varphi (x,\cdot )} ait un minimum unique n'implique nullement la différentiabilité de la fonction marginale en {\displaystyle x}. Par exemple, {\displaystyle f} est la fonction marginale de {\displaystyle \varphi } définie par {\displaystyle \varphi (x,y)=f(x)+y^{2}}. Cette dernière a un minimum {\displaystyle y=0} unique en {\displaystyle y} quel que soit {\displaystyle x}, alors que {\displaystyle f} peut ne pas être différentiable.